# يوسف ديالو (لاعب كرة قدم)
يوسف ديالو (بالفرنسية: Youssouf Diallo)‏ هو لاعب كرة قدم فرنسي، ولد في 24 ديسمبر 1984. لعب مع نادي كريتيل.

## وصلات خارجية
- يوسف ديالو على موقع قاعدة بيانات كرة القدم.إي يو (الإنجليزية)